# Marin Sopta
Marin Sopta (Široki Brijeg, 1950.) je hrvatski publicist i bivši hrvatski domovinski i emigrantski političar. Živi i radi u Zagrebu.

## Životopis
Rodio se je kolovoza 1950. u Širokom Brijegu. Srednju školu je pohađao u rodnom mjestu, gdje je maturirao. 
Uskoro je otišao u Kanadu gdje se nastavio školovati od 1971. godine, a 1975. je diplomirao za zubarskog tehničara na torontskom sveučilištu Yorku. Nakon tog studija, studirao je engleski jezik dvije godine, a 1990. je godine magistrirao na području prosvjetne administracije, potom je dvije godine studirao engleski, a 1990. godine magistrirao u Torontu na Institutu za prosvjetne studije tamošnjeg sveučilišta iz podrucja prosvjetne administracije. 
Završetkom školovanja, politički se angažirao u hrvatskoj iseljeničkoj zajednici. Još 1976. godine je došao na mjesto predsjednika torontskog Mjesnog odbora Hrvatskoga narodnog vijeća. 
Suutemeljiteljem je Hrvatskoga drzavotvornog pokreta. U pokretu je obnašao dužnosti tajnika, rizničara i pročelnika za sjevernu Ameriku. 
Od 1990. se uključio i u domovinska kretanja, pa je bio upravnim odbornikom HDZ-a za Toronto sve do 1995. godine. Unutar tog razdoblja je djelovao u federalnoj liberalnoj stranci, u kojoj je bio odbornikom za okrug Mississauga West od 1992. do 1994. godine. 
Organizirao je nekoliko uspješnih protujugoslavenskih demonstracija diljem sjeverne Amerike. Prosvjedi su se održali pred jugoslavenskim konzulatom, a protiv toga što su zatvoreni hrvatski intelektualci dr Franje Tudjmana i dr Marka Veselice. 
Nakon što je u Kanadi živio 26 godina, a u Hrvatsku se 1995. godine vratio kao postiplomant sveučišta u Torontu.
1985. je bio organizatorom vrlo uspjele međunarodne konferencije na sveučilištu Yorku Jugoslavija poslije Tita, usprkos jugoslavenske prosvjedne note Kanadi.
Bio je državni tajnik Ministarstva razvitka, useljeništva i obnove RH kod ministra Jure Radića od 28. srpnja 1999., odlukom predsjednika RH Franje Tuđmana. 
Tematski se bavio hrvatskim iseljeništvom. 
Knjiga Iseljena Hrvatska kojoj je bio suautorom, dobila je nagradu za znanost Sabora RH.
Direktor je Hrvatskog centra za strategijska 
istraživanja u Zagrebu.
Predsjednik je zavičajnog kluba Širokobriježana u Zagrebu.

## Nagrade
Dobio je mnoga priznanja i nagrade. Ističu se:
- Hrvat godine u Torontu 1994.
- nagrada za znanost Sabora RH za knjigu Iseljena Hrvatska

## Djela
(izbor)
- Unknown journey: a history of Croatians in Canada, 1994. (urednik, suurednica Gabriele Scardellato)
- Budućnost iseljene Hrvatske, 1997.[5](suautori Vlado Šakić i Josip Jurčević)
- Elections and political parties in Croatia, 1999.[6]
- Iseljena Hrvatska, 2005. (suautori Ivan Čizmić i Vlado Šakić)
- Sveto ime Croatia, 2008.

Članci su mu objavljeni u zbornicima raznih simpozija i konferencija.

## Vanjske poveznice
- Vjesnik  Arhivirana inačica izvorne stranice od 13. rujna 2007. (Wayback Machine) Podlistak Iseljena Hrvatska